# Стрмец Реметинечки
Стрмец Реметинечки је насељено место у саставу града Новог Марофа у Вараждинској жупанији, Хрватска. До територијалне реорганизације у Хрватској налазио се у саставу старе општине Нови Мароф.

## Становништво
На попису становништва 2011. године, Стрмец Реметинечки је имао 511 становника.

## Попис1991.
На попису становништва 1991. године, насељено место Стрмец Реметинечки је имало 498 становника, следећег националног састава:
| Попис 1991.‍ | Попис 1991.‍ | Попис 1991.‍ | Попис 1991.‍ | Попис 1991.‍ |
| ----------- | ----------- | ----------- | ----------- | ----------- |
|             |             |             |             |             |
| Хрвати      | Хрвати      |             | 496         | 99,59%      |
| Словенци    | Словенци    |             | 1           | 0,20%       |
| непознато   | непознато   |             | 1           | 0,20%       |
| укупно: 498 |             |             |             |             |